# Eierlikör

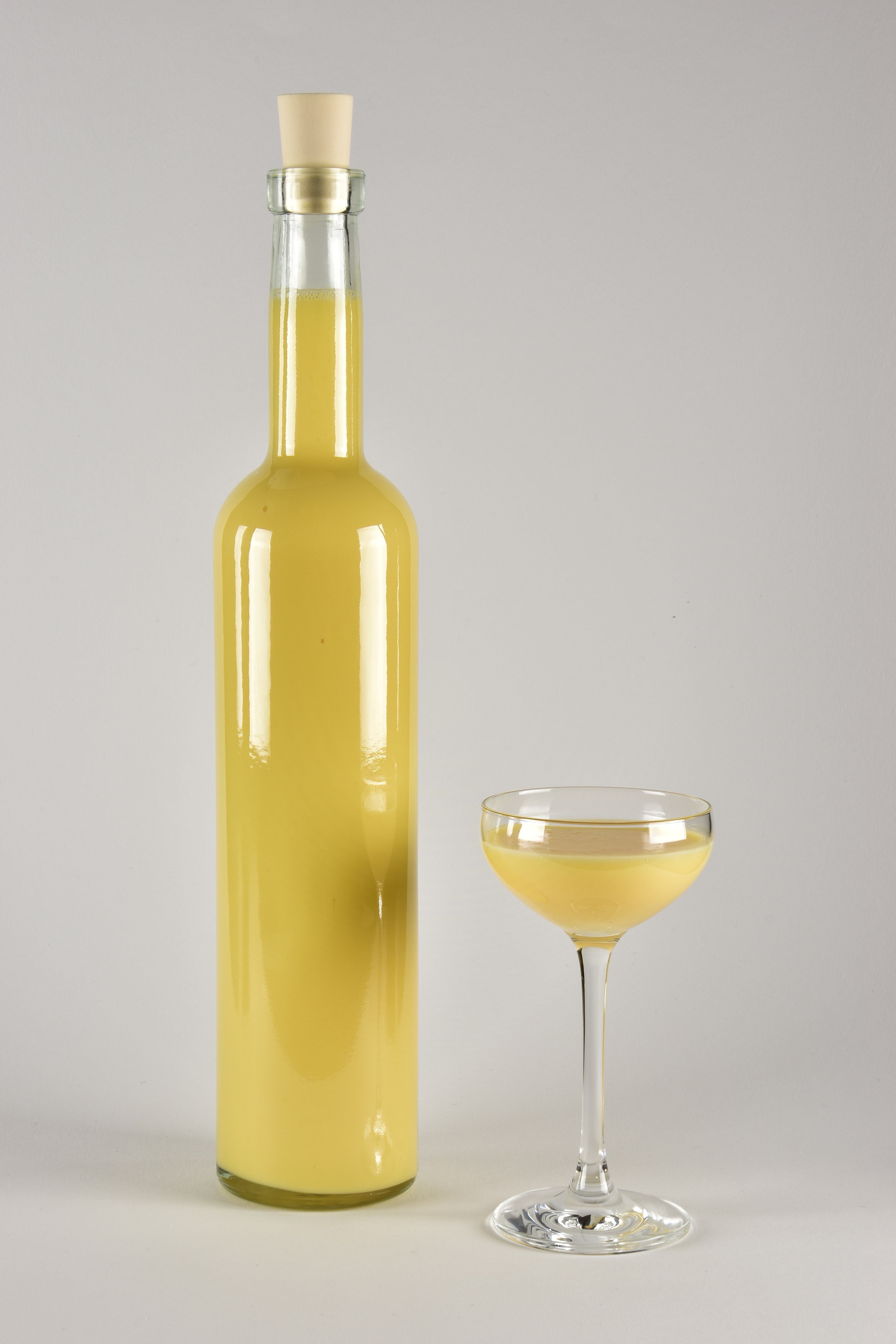
Eierlikör in Likörschale

Eierlikör ist ein alkoholisches Getränk aus der Gruppe der Liköre und wird unter anderem aus Alkohol, Eigelb und Zucker hergestellt. In der EU hat Eierlikör einen Alkoholgehalt von mindestens 14, typischerweise um 20 Volumenprozent.
Als Advocaat (auch Avocat, Advocat) darf nur ein Eierlikör bezeichnet werden, der mindestens 140 g Eigelb je Liter und mindestens 150 g Invertzucker je Liter beinhaltet.
Eierlikör wird in der Regel pur, beispielsweise als Digestif zum Kaffee getrunken. Die Trinktemperatur liegt meist zwischen 10 und 12 °C. Traditionell ist er zu Ostern beliebt und besonders zur Weihnachtszeit in Heißgetränken wie Eierpunsch.  Er wird auch als Zutat für Kuchen, Torten und Desserts verwendet. Führender Produzent in Deutschland ist die Bonner Firma Verpoorten mit einem Marktanteil zwischen 85 und 90 Prozent, deren Käufer zu 80 Prozent Frauen sind.

## Geschichte
Im 17. Jahrhundert entdeckten europäische Eroberer im heutigen Brasilien bei Ureinwohnern des Amazonas ein Erfrischungsgetränk mit Namen Abacate. Aus dem mit Avocados hergestellten Getränk wurde unter Beimischung von Rohrzucker und Rum Advocaat, der als Vorläufer des heutigen Eierlikörs gilt. Nach Darstellung des Herstellers Verpoorten entwickelte der aus Antwerpen stammende Unternehmensgründer Eugen Verpoorten den Eierlikör in seiner heutigen Form in dem Bestreben, dieses Getränk zu imitieren. Da Avocados in Europa schlecht verfügbar waren, verwendete er stattdessen Eigelb. 1876 gründete er seine Firma in Heinsberg bei Aachen.
Ein ähnliches Getränk, der mexikanische Rompope aus Eiern, Milch, Vanille und Rum, wurde von Spanien nach Mexiko eingeführt und wird dort seit dem 17. Jahrhundert in Puebla im Convento de Santa Clara zubereitet. In englischsprachigen Ländern ist der ebenfalls ähnliche Eggnog besonders zur Weihnachtszeit populär.

## Herstellung
Im Eierlikör bildet das im Eigelb enthaltene Fett mit den wasserlöslichen Bestandteilen eine Emulsion, und der Likör erhält eine homogene, dickflüssige Konsistenz. Eierlikör zählt damit zu den Emulsionslikören. Da Eigelb bereits den natürlichen Emulgator Lecithin in ausreichender Menge enthält, braucht kein Emulgator zugesetzt zu werden. Die Emulsion wird ausschließlich durch intensives Verrühren der Zutaten unter Hitzeeinwirkung hergestellt.

### Industrieverfahren
Die verwendeten Eier müssen frei von unangenehmen Gerüchen und Geschmacksnoten sein, wie fauliger oder Fischgeruch, weil bereits eine kleine Menge Eigelb mit Fehlnote ganze Produktionschargen Eierlikör qualitativ beeinträchtigen oder sogar unbrauchbar machen kann. Auch eine „gesunde“ Farbe des Dotters ist wichtig, damit der Eierlikör nicht zu blass oder zu dunkel ausfällt, auch wenn die Farbe von Eidottern in der Regel nichts über den Geschmack besagt. Daher werden angebrütete, beschädigte, verfärbte oder unangenehm riechende Eier aussortiert. Bei der Herstellung im großen Industriemaßstab, wo die Eier maschinell aufgeschlagen und getrennt werden, kann dies zum Teil per Durchleuchten mit UV-Strahlung geschehen, ansonsten ist es aufwändige Handarbeit. Es ist zulässig, in geringerer Menge auch Eiklar zuzugeben, um die Emulsion zu verbessern. Ohnehin haftet dem Eigelb immer eine gewisse Menge Eiklar an, die man nicht abtrennen kann, so dass Eierlikör auf jeden Fall eine kleine Menge Eiklar enthält.
Bei der industriellen Herstellung von Eierlikör werden Eigelb und gegebenenfalls Eiweiß, Honig, Zuckersirup oder in Wasser gelöster Zucker, Alkohol, Wasser und Aromastoffe in einen großen, beheizbaren und kühlbaren Mischbehälter gegeben. Solche Mischbehälter gibt es in Größen von einigen hundert Litern, es gibt aber auch Großanlagen mit 10 bis 20 m³ Kapazität. In dem Behälter wird das Gemisch unter ständigem Rühren auf knapp unter 60 °C erhitzt; die Temperatur muss genau eingehalten werden, weil Eiweiß ab 62 °C gerinnt. Die Anlage rührt dann bei dieser Temperatur etwa 45 bis 60 Minuten lang und stellt auf diese Weise eine möglichst stabile Emulsion aus den vermischten Zutaten her.
Dann wird der Behälter langsam abgekühlt und die Emulsion ausgeleitet, wobei sie unter Umständen durch ein feines Sieb filtriert wird, um verbliebene größere Stückchen aus dem Eidotter zu entfernen. Es ist auch möglich, die Emulsion noch mit einer Hochdruckpumpe zu homogenisieren, wodurch im Übrigen solche Dotterbestandteile auch ausreichend zerkleinert werden. Durch die vorangehenden Verfahrensschritte hat der fertige Likör Luft oder Schutzgas aufgenommen, daher muss er einige Tage in einem offenen Behälter stehen, damit die Gasblasen entweichen können; anschließend erfolgt die Abfüllung.

## Gesetzliche Bestimmungen

### Eierlikör
Eierlikör ist gem. Art. 9 Abs. 1 i. V. m. Anhang II Nr. 41 der Verordnung (EG) Nr. 110/2008 (Spirituosenverordnung) definiert als Spirituose, die aus Ethylalkohol landwirtschaftlichen Ursprungs (Agraralkohol), einem Destillat oder Brand gewonnen wird und als weitere Bestandteile Eigelb, Eiweiß sowie Zucker oder Honig enthält. Eine Aromatisierung des Likörs mit natürlichen oder naturidentischen Aromastoffen ist erlaubt.
Während viele Hausrezepte für Eierlikör noch weitere Zutaten wie Sahne oder Milch aufweisen, dürfen als „Eierlikör“ gehandelte Produkte nur mit den in der EU-Spirituosenverordnung aufgeführten Zutaten hergestellt werden. Die Liste ist nach einem Urteil des Europäischen Gerichtshofs aus dem Jahr 2017 insoweit als abschließend anzusehen und nicht als Mindestanforderung. Ein Produkt, das Milch enthielt, durfte auf dieser Grundlage nicht die Verkehrsbezeichnung „Eierlikör“ tragen. Die EU hat dies mit ihrer neuen Spirituosenverordnung aus dem Jahr 2019 (VERORDNUNG (EU) 2019/787) geändert. Nun sind auch Milchprodukte als Zutat in Eierlikör erlaubt.

### Advocaat
Für Advocaat sind mindestens 140 g Eigelb und 150 g Zucker pro Liter sowie ein Alkoholgehalt von mindestens 14 % Vol gesetzlich vorgeschrieben. Wenn der Eigelb-Gehalt im fertigen Erzeugnis zwischen 70 und 140 g schwankt, darf das Produkt nur die Bezeichnung Eierlikör tragen. Advocaat hat aufgrund seiner Zutaten typischerweise eine cremige Textur, einen warmen Brandy- und Vanillegeschmack und eine satte goldgelbe Farbe. Der Name Advocaat stammt vom niederländischen Begriff  Advocatenborrel (deutsch: Getränk der Advokaten bzw. Rechtsanwälte). Die Eierliköre sind typisch holländische Getränke, der größte Advocaat-Hersteller ist aus dem Jahr 1616 nachgewiesen.

### Likör mit Eizusatz
Spirituosen, die die Voraussetzungen für die Verkehrsbezeichnung „Eierlikör“ nicht erfüllen, können als „Likör mit Eizusatz“ bezeichnet werden. Dabei handelt es sich gem. Art. 9 Abs. 1 i. V. m. Anhang II Nr. 42 der EU-Spirituosenverordnung um eine „Spirituose, aromatisiert oder nicht, die aus Ethylalkohol landwirtschaftlichen Ursprungs, einem Destillat und/oder Brand gewonnen wird und als charakteristische Bestandteile hochwertiges Eigelb und Eiweiß sowie Zucker oder Honig enthält.“

### Zutatenliste
Eierlikör braucht wie alle Spirituosen nicht mit einer Liste der Zutaten gekennzeichnet zu werden (Artikel 16 Abs. 4 der Lebensmittel-Informationsverordnung – LMIV, zuvor § 6 Abs. 6 Nr. 2 der Lebensmittel-Kennzeichnungsverordnung – LMKV). Das gilt jedoch nicht für die in der Anhang II LMIV, zuvor Anlage 3 der LMKV, aufgeführten Allergene. Eier würden grundsätzlich auch darunter fallen, jedoch geht ihr Vorhandensein bereits aus dem Namen „Eierlikör“ hervor, und sie müssen nicht gesondert angegeben werden. Ein Mindesthaltbarkeitsdatum muss gemäß Anhang X Nr. 1 Buchstabe d LMIV, zuvor § 7 Abs. 6 Nr. 2 LMKV nicht angegeben werden.

## Lebensmittelsicherheit und Haltbarkeit
Durch den Genuss von fachgerecht und hygienisch hergestelltem und gelagertem Eierlikör mit 14 % Vol oder mehr Alkoholgehalt besteht keine Gefahr, an Salmonellose zu erkranken, da Salmonellen darin nicht überlebensfähig sind. Ist der Alkoholgehalt geringer, etwa bei selbstgemachtem Eierlikör oder durch Herstellungsfehler oder weil die Alkoholkonzentration durch Verdünnung, unsachgemäße Lagerung oder andere Einflüsse abgesenkt ist, dann ist diese Sicherheit nicht mehr gegeben.
Bei Erzeugnissen aus kleingewerblicher Herstellung weicht der tatsächliche Alkoholgehalt oft vom angegebenen Wert ab und unterschreitet dabei teilweise den vorgeschriebenen Mindestwert, weil den Herstellern die Ausstattung oder Fähigkeit zur Messung des Alkoholgehalts fehlt und die rechnerische Bestimmung fehleranfällig ist. Das deutsche Bundesinstitut für Risikobewertung empfiehlt, die Roheier zunächst nur mit der Alkoholkomponente gemischt drei Tage lang bei Raumtemperatur stehen zu lassen.
Eierlikör sollte kühl und dunkel aufbewahrt werden. Es wird empfohlen, ihn angebrochen innerhalb von sechs Monaten aufzubrauchen, ungeöffnet in zwölf. Dabei besteht allerdings keine gesundheitliche Gefahr durch bakteriellen Verderb, es leidet nur mit der Zeit der Geschmack. Außerdem kann auch die Konsistenz unangenehm werden.